# طل الملوحي
طَل دوسر خالد الملّوحي (ولدت في حمص في 4 نوفمبر 1991) مدونة سورية، اعتقلها جهاز أمن الدولة السوري لنشرها بعض المواد «ذات الخلفية السياسية» على مدونتها، وانقطع الاتصال بها لفترة بعد اعتقالها، ولم يتمكن أهلها من زيارتها أو معرفة مكان احتجازها. في ديسمبر 2024، تحررت طل الملوحي من سجن عدرا في أعقاب معركة ردع العدوان.

## اعتقال طل الملّوحي
بحسب التقارير الصادرة عن مؤسسات حقوقية سورية، فإن فرع أمن الدولة السوري في دمشق استدعى الملّوحي في 27 ديسمبر 2009، للتحقيق معها حول مقال عنوانه "من قطار الأب إلى محطة الابن" كانت قد نشرته في مدونتها تنتقد فيه نظام الحكم في سورية، فسافرت مع والدها إلى مدينة دمشق، حيث اعتقلت هناك واعتقل والدها معها وأُفرج عنه بعد 10 أيام. داهم عدد من عناصر فرع أمن الدولة منزل الأسرة في حمص، وصادروا جهاز الحاسوب الخاص بها وبعض الأقراص المدمجة وكتبًا وأغراض شخصية أخرى. وحرمت من المشاركة في امتحانات الشهادة الثانوية (البكالوريا)، وقوبلت زيارات الأهل لمركز الاعتقال التابع لأمن الدولة بتطمينات غامضة بأن أمورها جيدة، دون تقديم أي معلومات إليهم حول أسباب احتجازها.
وفي 4 مارس 2010، نشرت المنظمة الوطنية السورية لحقوق الإنسان (المجازة في سوريا) عن اعتقال الطالبة، داعيةً للإفراج عنها قبيل الامتحانات، ومتسائلةً إذا ما كانت الفتاة «في حالة صحية ونفسية تسمح لها بأداء الامتحانات». وفي أبريل 2010، علمت أسرة طل أن ابنتها تعرضت للتعذيب منذ اعتقالها حتى نهاية فبراير 2010 على الأقل، ولم يتوقف التعذيب إلا بعد تدهور حالة الفتاة الصحية. نقلت طل إلى فرع الأمن الخارجي (الفرع 279) في يونيو 2010 بسبب وجود تقارير أمنية عن نشاطها مع المعارضة السورية في القاهرة.

### محاولات الإفراج عنها
كانت عائلة الملّوحي قد تقدمت ـ بحلول نهايات سبتمبر 2010 ـ بثلاثة طلبات خطية لزيارتها في مكاتب جهاز أمن الدولة، وبعثت بمناشدتين على الإنترنت إلى الرئيس السوري، تهيبان به بأن يتدخل من أجل إخلاء سبيلها، وانتشرت بعد أيام من نشر هذه الرسالة شائعات عن مصرع طل تحت وطأة التعذيب، وهو ما نفاه ناشطون سوريون وقتها.
وفي 20 سبتمبر 2010، نشر موقع «دي برس» الإخباري السوري أن طل الملّوحي موجودة في سجن دوما للنساء (20 كم شمال غرب دمشق)، لكن نفت والدتها عهد الملّوحي ـ في اتصال مع مدير المرصد السوري لحقوق الإنسان يوم 22 سبتمبر ـ صحة هذا الخبر، قائلةً إنها زارت سجن دوما، لكنهم أخبروها أن ابنتها لم تنقل إلى ذلك السجن.

## الاحتجاج على اعتقال الملّوحي
أثار اعتقال الطالبة العديد من الانتقادات في المدونات العربية، التي نشرت هجومًا على ما اعتبرته قمعًا عشوائيًا في سوريا. لكن لم يصدر أي تعقيب على هذه الانتقادات من جانب الحكومة السورية (التي تحظر المعارضة السياسية وتفرض قانون الطوارئ منذ تولي حزب البعث السلطة سنة 1963)، والتي لا تعلق في العادة على الاعتقالات السياسية.

### وقفات احتجاجية
أطلق نشطاء مصريون في 12 سبتمبر 2010 دعوة لتنظيم وقفة احتجاجية أقيمت أمام السفارة السورية بالقاهرة في 19 سبتمبر 2010 تضامنًا مع المدونة السورية المعتقلة، لمطالبة السلطات السورية بالكشف عن مصيرها وإطلاق سراحها، كما نظمت أيضًا في 2 أكتوبر مظاهرة أمام مقر نقابة الصحفيين المصرية للإفراج عن طل. واتهم ثائر الناشف (منسق حمله المطالبة بالإفراج عن طل الملّوحي) النظام السوري بعمل دعاية لا أخلاقية لطل.
تزامنت هذه المظاهرة مع وقفة احتجاجية أخرى نظّمها أعضاء الاتحادات الطلابية في باكستان تنديدًا باعتقال طلّ الملّوحي، معتبرين استمرار اعتقالها تقييدًا لحرية الرأي في سوريا. وفي نفس اليوم (2 أكتوبر (تشرين الأول) 2010)، نظم ناشطون سوريون مظاهرة أمام السفارة السورية بباريس، حاملين صور طل وغيرها من معتقلي الرأي، ووزعوا بيانًا باللغتين الفرنسية والعربية مطالبين فيه بالحرية لطل وجميع المعتقلين. وفي اليوم ذاته، نظمت «مظاهرة إلكترونية» على صفحات الفيس بوك شارك فيها ناشطون سوريون وعرب ملصقين صور طل وروابط حملة المطالبة بحريتها ومقالات كتبت عنها. وفي 4 أكتوبر 2010، اعتصم العشرات من الصحفيين والحقوقيين ونشطاء المجتمع المدني أمام السفارة السورية بالعاصمة اليمنية صنعاء، مطالبين السلطات السورية بإطلاق سراح المدونة طل الملّوحي المعتقلة منذ عشرة أشهر في سجون المخابرات السورية، وكنظيره في مصر، رفض السفير السوري في اليمن تسلم النداء الحقوقي من أجل الإفراج عن طل الملّوحي.

### مناشدة منظمات حقوق الإنسان بإطلاق سراحها
دعت منظمة «مراسلون بلا حدود» إلى «وضع حد فوري لهذا الاحتجاز التعسفي» و«إخضاع هذه المدوّنة لمحاكمة شفافة إذا ما ارتكبت جنحة فعلاً أو الإفراج عنها فورًا.». كما طالبت منظمة هيومن رايتس ووتش بالإفراج عن الطالبة المعتقلة، وقال أحد باحثي المنظمة الحقوقية إن احتجاز الملّوحي يعد «لغزًا» بالنسبة للمنظمة، مضيفًا بأن «قضية هذه الطالبة تثير تساؤلات كثيرة، فلا سبب واضح لاعتقالها، وعزلها عن العالم بهذا الشكل.». وقالت منظمة العفو الدولية، أنها تعتقد أن الملّوحي من سجناء الضمير، وأنها سجنت لا لشيء إلا لأنها مارست حقها في حرية التعبير بشكل سلمي. وقالت المنظمة إن طل تتعرض لخطر التعذيب وغيره من أنواع الإيذاء، وأنها تعاني في سجنها من تسارع في ضربات القلب، ولا تتلقى العلاج اللازم له. كما حملت حركة العدالة والبناء ـ في بيان لها ـ الرئيس السوري مسؤولية مصير طل الملّوحي، داعية القوى السياسية «لمناصرة الحملة العربية والعالمية للكشف عن مصيرها والإفراج عنها»، وطالب مركز «عرب بلا حدود» بمحاكمة علنية لطل الملّوحي، وأن تكون هذه المحاكمة مفتوحة لحضور محامين وحقوقين من كل الدول وأن يسمح للإعلام بحضورها.
ويذكر أنه قد وقع أكثر من 4,000 شخص على بيان حملة (أفرجوا عن طل الملّوحي)، التي انضم لها ناشطون وحقوقيون من مصر وسوريا وعدة دول بالمنطقة والعالم.
لا تعد حالة الملّوحي هي الأولى من نوعها، إذ ألقي القبض على العديد من السوريين الذين اتجهوا إلى التدوين للتعبير عن آرائهم، وحكم على بعضهم بالسجن لمدد طويلة، مما دفع بعض المدونين السوريين إلى الكتابة تحت أسماء مستعارة، ولكن تظل معدلات قراءة هذه المواد السياسية قليلة، خوفًا من الرقابة المفروضة على الإنترنت، وذلك وفقًا لتقرير أصدرته الأمم المتحدة سنة 2008. وقد ذكر تقرير أصدرته «مراسلون بلا حدود»، أن عددًا لا يقل عن أربعة من ناشطي الإنترنت السوريين، كانوا خلف القضبان سنة 2009، مما جعل التقرير يصنف سوريا ضمن أكثر 12 دولة «معادية للإنترنت».

## مدونات طل الملّوحي
كانت طل الملّوحي تنشر كتاباتها في ثلاث مدونات، إحداها ـ وهي مدونتها الرئيسة ـ تسمى «مدونتي»، ويرجح أن اعتقالها يرجع إلى مقال أو مقالات نشرت في هذه المدونة تحديدًا، فالمدونة تضم قصائد ومقالات تؤيد القضية الفلسطينية وتنتقد الاتحاد من أجل المتوسط وهي مبادرة دبلوماسية فرنسية تجمع دولاً عربية وأوروبية بالإضافة إلى إسرائيل.، إلى جانب صورة لغاندي مكتوبًا فوقها «ستبقى مثلاً»، وصور للشيخ رائد صلاح وأبناء محمود الزهار «الشهداء» وصور تيسير علوني وأردوغان، مع عبارة شكرًا فنزويلا وصورة لجورج بوش على هيئة هتلر، وصورة في خلفيتها «لا للتعذيب». وقد نشرت طل آخر تدوينة في هذه المدونة بتاريخ 6 سبتمبر 2009، وكانت قصيدة بعنوان «القدس، سيدة المدائن»، ويلاحظ أن هذه القصيدة هي الشيء الوحيد الذي نشرته طل في مدوناتها في الفترة بين عودتها إلى سوريا من مصر واعتقالها. ويعلق نديم خوري ـ المسؤول عن الملف السوري في منظمة هيومن رايتس ووتش ـ بأن تحتوي في المقام الأول على الشعر وتتحدث عن القضية الفلسطينية، وليس فيها انتقادات سياسية، مضيفًا إن «المدونة تحتوي على ثلاثة أو أربعة مقاطع تتحدث عن الحرية، ولكن بلغة عامة لا يمكن أخذها على محمل الهجوم على النظام (السوري).»
أما المدونة الثانية فهي بعنوان «رسائل» (كتبتها طل بالإنجليزية letters)، وآخر «رسالة» في هذه المدونة كان عنوانها «الرسالة الأولى إلى الإنسان في هذا العالم» في 19 يناير 2009. أما المدونة الثالثة، فقد خصصتها طل لتوثيق القرى الفلسطينية المهجرة، وآخر تدوينة فيها كانت عن قرية دير قديس بتاريخ 3 مايو 2009.

## الحكم على طل الملّوحي
في 14 فبراير/شباط 2011 م، حُكم على طل الملّوحي بالسجن لمدة خمس سنوات بتهمة إفشاء معلومات لدولة أجنبية، رغم نداءات من الولايات المتحدة لإطلاق سراحها.

## التحرير
قضت طَل محكوميتها كاملةً وتحفَّظ فرع الأمن القومي على عليها لفترة تزيد عن 10 سنوات دون توجيع أي تهمة.
مع سقوط نظام الأسد وتبييض السجون، عُثر على طَل في سجن عدرا للنساء، وأطلق سراحها يوم 8 ديسمبر 2024م، وانتقلت إلى حمص وتزوجت هناك.